# Sanshiro Murao
Sanshiro Murao (村尾三四郎?, Murao Sanshiro; New York, 28 agosto 2000) è un judoka giapponese attivo nella categoria dei pesi medi, che include i lottatori dal peso fino e non oltre i 90 chilogrammi.

## Carriera sportiva
Nato negli Stati Uniti ma cresciuto in Giappone, Murao ha perso contro il georgiano Lasha Bekauri nella finale dei Campionati del mondo Junior di Nassau nel 2018. Nello stesso anno si è classificato terzo al torneo Grand Slam di Osaka.  All'inizio del 2019, Murao ha raggiunto la finale del Grand Slam di Düsseldorf, dove ha perso contro l'azero Məmmədəli Mehdiyev. Ha inoltre fatto parte della nazionale giapponese vincitrice dei Campionati del Mondo 2019 nel torneo a squadre miste.
Dopo la pausa forzata dovuta alla pandemia di COVID-19, Murao ha vinto il Grand Slam di Kazan' nel 2021. Ai Mondiali di Budapest dello stesso anno Murao è stato eliminato al secondo turno. Nel 2022 ha vinto il torneo Grand Slam di Parigi sconfiggendo in finale il rivale Məmmədəli Mehdiyev, per poi ripetersi al Grand Slam di Budapest. Ai Campionati asiatici di judo del 2022, Murao ha vinto la finale contro Erlan Sherov del Kirghizistan.
Nel 2023, Murao ha sconfitto lo svedese Marcus Nyman nei quarti di finale dei Campionati mondiali di Doha. Dopo la sconfitta in semifinale contro Lasha Bekauri, il giapponese ha sconfitto il cubano Ivan Felipe Silva nella lotta per la medaglia di bronzo. Sempre nel 2023 ha vinto la medaglia d'oro nel torneo Grand Slam di Tokyo contro il georgiano Luka Maisuradze.
Nel 2024 si è aggiudicato il torneo Grand Slam di Adalia, per poi vincere la medaglia d'oro ai Campionati asiatici contro il mongolo Antalbagana Gantulga.
Ha vinto la medaglia d'argento alle Olimpiadi di Parigi del 2024 dopo essere stato sconfitto da Lasha Bekauri nella finale dei pesi medi. Si è inoltre classificato secondo nel torneo a squadre miste insieme al resto della rappresentativa nipponica, alle spalle della Francia.

## Palmarès
- Giochi olimpici estivi

Parigi 2024: argento nei -90 kg e nella gara a squadre.
- Mondiali

Tokyo 2019: oro nella gara a squadre.
Doha 2023: oro nella gara a squadre, bronzo nei -90 kg.
Budapest 2025: oro nei -90 kg, bronzo nella gara a squadre.
- Campionati asiatici

Nur-Sultan 2022: oro nei -90 kg.
Hong Kong 2024: oro nei -90 kg.

### Vittorie nel circuito IJF
| Data             | Località    | Paese    | Categoria  |
| ---------------- | ----------- | -------- | ---------- |
| 5 maggio 2021    | Kazan'      | Russia   | Grand Slam |
| 5 febbraio 2022  | Parigi      | Francia  | Grand Slam |
| 8 luglio 2022    | Budapest    | Ungheria | Grand Slam |
| 20 dicembre 2022 | Gerusalemme | Israele  | Grand Slam |
| 2 dicembre 2023  | Tokyo       | Giappone | Grand Slam |
| 29 marzo 2024    | Adalia      | Turchia  | Grand Slam |